# Cienistka trójkątna
Cienistka trójkątna, zachyłka trójkątna (Gymnocarpium dryopteris  (L.) Newman) – gatunek paproci z rodziny paprotnicowatych. Inne nazwy: gimnokarpium trójkątne, nerecznica trójkątna. Gatunek pospolity w całej Polsce, spotykany jest na nizinach i w górach (Beskidy, Karkonosze). 

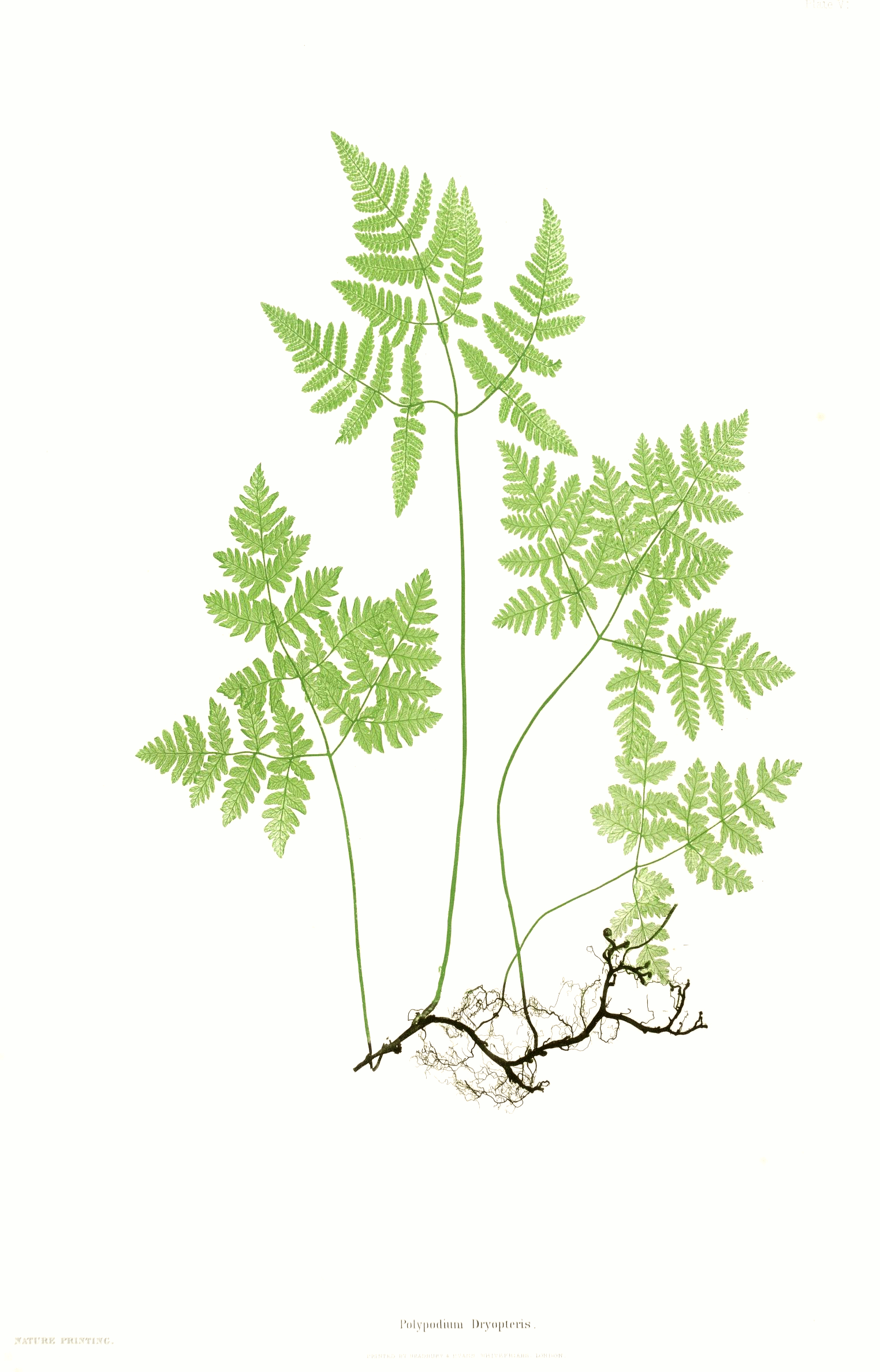

## Morfologia
PokrójRoślina wieloletnia, z kłącza wyrastają liście osiągające 45 cm wysokości.
Część podziemnaPosiada słabo rozgałęzione kłącze, czarno połyskujące, pokryte bladobrunatnymi łuskami.
LiścieŻółtawozielone, wyrastające pojedynczo z kłącza i z blaszką osadzoną na długim ogonku liściowym. Blaszka cienka, naga, potrójnie pierzasta, odcinki górne podwójnie pierzaste. Na spodniej stronie liści przy brzegu znajdują się kupki zarodni. Zawijek brak. Ogonek liściowy prawie trzykrotnie dłuższy od blaszki liściowej, pokryty jest u dołu lancetowatymi łuskami.
RozmnażanieNieliczne kupki zarodni wytwarzają żółtawobrunatne, fasolowate zarodniki.

## Biologia i ekologia
Gatunek preferuje stanowiska cieniste i wilgotne. Występuje w żyznych, cienistych, wilgotnych lasach iglastych i liściastych oraz w górach wśród kosodrzewiny.